# Araceli
Araceli is een gemeente in de Filipijnse provincie Palawan op het eiland Dumaran. Bij de laatste census in 2007 had de gemeente ruim 13 duizend inwoners.

## Geografie

### Bestuurlijke indeling
Araceli is onderverdeeld in de volgende 13 barangays:
| - Balogo - Dagman - Dalayawon - Lumacad - Madoldolon - Mauringuen - Osmeña | - San Jose De Oro - Santo Niño - Taloto - Tinintinan - Tudela - Poblacion |

## Demografie
Araceli had bij de census van 2007 een inwoneraantal van 13.233 mensen. Dit zijn 2.339 mensen (21,5%) meer dan bij de vorige census van 2000. De gemiddelde jaarlijkse groei komt daarmee uit op 2,72%, hetgeen hoger is dan het landelijk jaarlijks gemiddelde over deze periode (2,04%). Vergeleken met de census van 1995 is het aantal mensen met 2.677 (25,4%) toegenomen.

De bevolkingsdichtheid van Araceli was ten tijde van de laatste census, met 13.233 inwoners op 204,3 km², 51,7 mensen per km².